# Place d'Alliance
Place d'Alliance er et torv i byen Nancy i Lorraine i Frankrig. Torvet blev anlagt i 1756.
Sammen med de to torve Place Stanislas og Place de la Carrière, som ligger i umiddelbar nærhed og er en del af den samme byplan, blev torvet i 1983 opført på UNESCOs verdensarvliste, som et eksempel på tidlig byplanlægning.